# Talltendre
Talltendre és una entitat de població del municipi cerdà de Bellver de Cerdanya. El 2007 tenia 4 habitants.
Ordèn, situat a 1580 metres d'altitud, formava part de l'antic municipi de Talltendre.

## Llocs d'interès
- Església romànica de Sant Iscle i Santa Victòria de Talltendre.